# Embaràs a l'aire

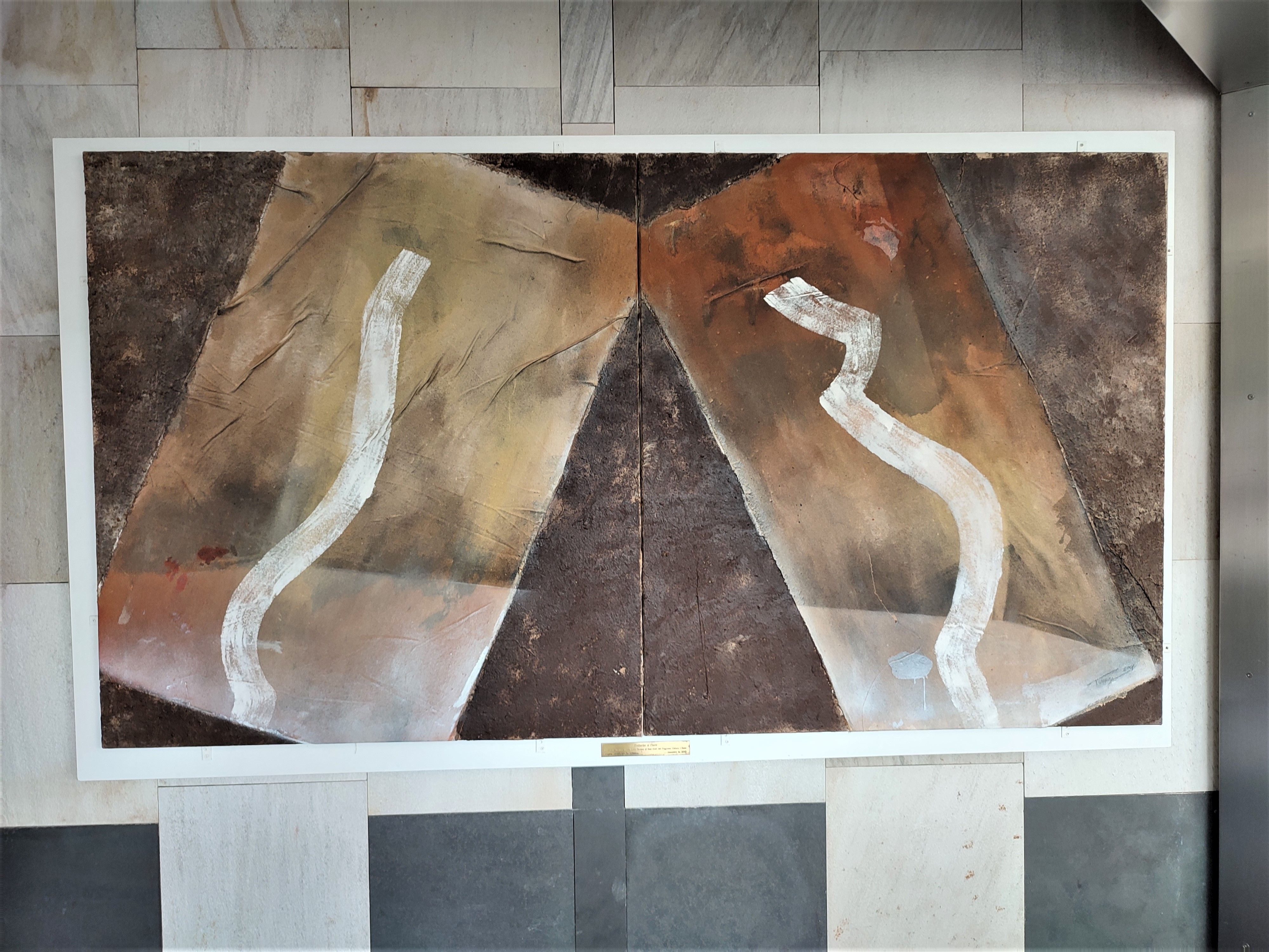
Pintura Embaràs a l'aire

Embaràs a l'aire és una obra d'art consistent en una escultura i una pintura amb el mateix nom, situades al vestíbul de l'àrea Materno Infantil de l'Hospital Universitari de la Vall d’Hebron a Barcelona. Obra de l'artista aragonès José Luis Terraza, va realitzar l'escultura el 1999 i la pintura el 2001, donant-les el 2003 a l'hospital dins del programa Cultura i Salut.
L'escultura consisteix en dos ferros d'aproximadament un metre d'alçada, paral·lels a uns 30 centímetres de distància, sobre una peanya, treballats per a donar-los-hi formes corbades que insinuen la silueta de la panxa i l'esquena d'una dona embarassada. La pintura, abstracta, està formada per dues peces de la mateixa mida cadascuna (aproximadament un metre quadrat), que posades una al costat de l'altra formen un únic quadre, penjat en la paret del vestíbul de l'edifici de Maternitat de l'hospital i pensat per a fer joc amb l'escultura.